# Salomon Kohn (Verleger)
Salomon Kohn (* 31. Juli 1873 in Wessely, Bezirk Göding (Mähren); † 1944 im Konzentrationslager Auschwitz) war ein österreichischer Fotograf und Verleger.

## Leben
Zusammen mit seinen Brüdern Adolf und Alfred gründete Kohn 1898 den „Postkartenverlag Brüder Kohn“ (B.K.W.I) und verlegte erstmals Kunstpostkarten mit Motiven Wiens, zeitgenössischen Berühmtheiten sowie Karikaturen bekannter Graphiker. Künstler wie Karl Feiertag (u. a. SS  Martha Washington), Mela Köhler und Erwin Pendl arbeiteten an der Gestaltung dieser neuen Art von Postkarte ebenso wie bekannte Fotografen. Kohn stand einem kulturellen Salon vor, in dem Künstler, Schriftsteller, Schauspieler und Wissenschaftler verkehrten – unter anderen Gustav Mahler, Peter Altenberg, Lotte Lehmann, Bruno Walter und Max Reinhardt.
Nach dem „Anschluss Österreichs“ an das Dritte Reich 1938 wurde der jüdische Verlag „arisiert“; Kohn arbeitete noch als Angestellter seines Unternehmens weiter, bevor er mit Transport Nr. 28 am 20. Juni 1942 ins KZ Theresienstadt deportiert wurde. Von dort wurde er am 28. Oktober 1944 in das KZ Auschwitz transportiert, wo er ermordet wurde.

## Werke aus dem Postkartenverlag

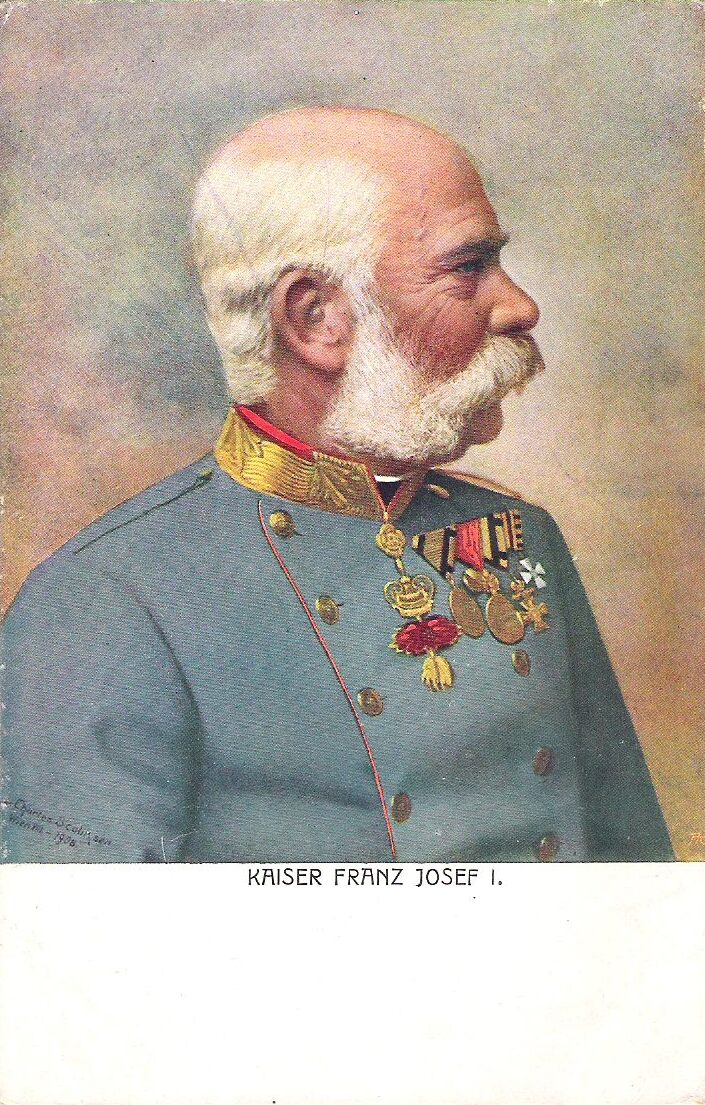
Kaiser Franz Joseph I. (1908) (B.K.W.I 752-19)
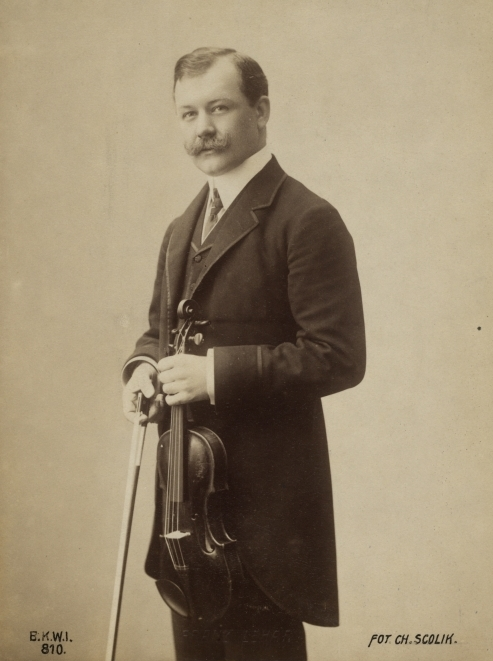
Franz Lehár,  von Charles Scolik (~1910) (B.K.W.I. Nr. 810)
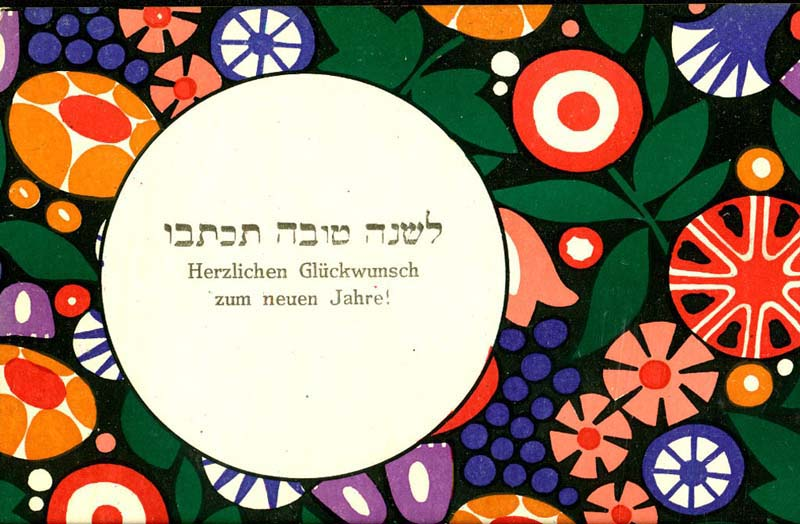
Glückwunschkarte für Rosch ha-Schana